# Pridi Banomyong

Pridi Banomyong (în thailandeză ปรีดี พนมยงค์; n. 11 mai 1900, Provincia Ayutthaya, Thailanda – d. 2 mai 1983, Antony, Île-de-France, Franța) a fost un politician și profesor thailandez. A fost prim-ministru și om de stat principal din Thailanda, iar centenarul nașterii sale a fost sărbătorit de UNESCO în 2000.